# 3سات (قناة)
3 سات (بالألمانية: 3sat) هي قناة عامة باللغة الألمانية. وهي قناة ذات تركيز ثقافي ويتم تشغيلها بشكل مشترك من قبل محطات البث العامة من ألمانيا ( ARD ، زي دي اف ) ، النمسا ( ORF ) وسويسرا ( SRG SSR ).